# Référendum de 1933 en Australie-Occidentale

Localisation de l'Australie-Occidentale (en rouge) à l'intérieur de l'Australie.

Le référendum organisé en 1933 en Australie-Occidentale est un référendum qui a lieu le 8 avril 1933 en Australie-Occidentale pour déterminer l'opinion des habitants de cet État australien quant à une sécession du Commonwealth fédéral. Il se solde par une victoire du oui mais ne donne pas lieu à une séparation effective du fait, notamment, d'une intervention négative de Londres.
James MacCallum Smith, propriétaire d'un quotidien local, The Sunday Times, commença à publier des articles en faveur du sécessionnisme en 1907, sous la plume de son rédacteur en chef, Alfred Chandler. Smith faisait partie d'un groupe sécessionniste et continua son action durant le milieu des années 30 lorsqu'un groupe nationaliste acheta la compagnie qui possédait son journal. En 1926, Smith et d'autres mirent en place la ligue sécessionniste afin d'obtenir un moyen public de faire avancer leur cause.

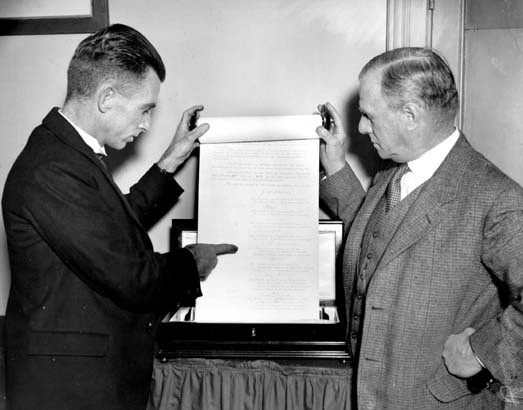
Keith Watson (à gauche) et James MacCallum Smith (à droite), montrant une page de la pétition sécessionniste de 1933.

Juste avant la grande dépression en Australie, en 1930, le produit d'exportation principal de l’État était le blé. Cependant, du fait de la dépression, le prix du blé chuta et le chômage à Perth atteignit 30 %, entraînant des ravages économiques.
Toujours en 1930, Keith Watson fonda la ligue du Dominion (Dominion League) qui militait pour la sécession et la création d'un Dominion de l'Australie-Occidentale (Dominion of Western Australia). La ligue tint de nombreux rassemblements et réunions publiques, misant sur le mécontentement général provoqué par la dépression.

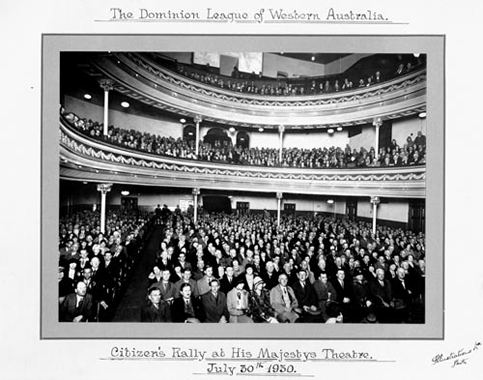
Lancement public de la Dominion League au théâtre royal, Perth, le 30 juillet 1930

Pour contrer le mouvement sécessionniste, une ligue fédérale pour l'Australie occidentale (Federal League of Western Australia) fut formée ; elle organisa une compagne pour le non. Elle rassembla plusieurs personnalités importantes de l'état, telles que le Premier ministre Joseph Lyons, le sénateur George Pearce et l'ancien Premier ministre Billy Hughes pour une tournée de conférences à Perth, Fremantle et dans les communautés urbaines du pays, mais l'accueil fut souvent hostile. Les fédéralistes prônaient une convention constitutionnelle chargée d'examiner les griefs contre l'État mais fut incapable de contrer la campagne menée sur le terrain par la Dominion League. La question de la tenue d'une convention constitutionnelle était la deuxième question posée lors du référendum.
Le 8 avril 1933, le Premier ministre nationaliste, Sir James Mitchell, fit tenir un référendum sur la sécession, en parallèle de l'élection parlementaire. Les nationaliste firent campagne en faveur de la sécession tandis que le parti travailliste s'opposait à la scission de la fédération. 68 % des 237 198 votants se prononcèrent en faveur de la sécession, mais, dans le même temps, les nationalistes furent défaits. Seules les zones minières, peuplées par des fédéralistes enthousiastes, votèrent contre la scission.

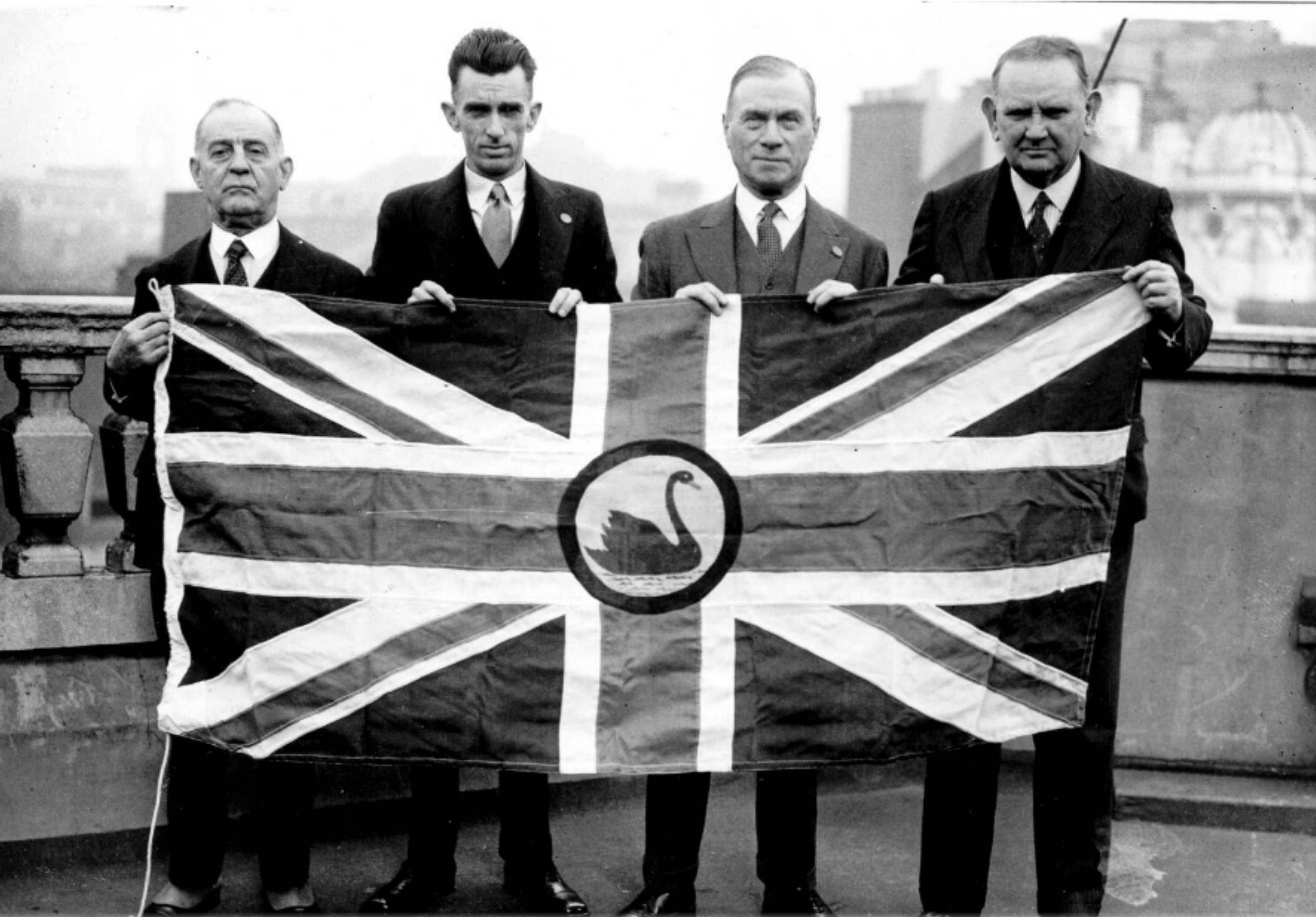
La délégation pour la sécession de l'Australie Occidentale à Londres.

Le nouveau gouvernement travailliste de Philip Collier envoya une délégation à Londres auprès du gouvernement britannique avec le résultat du référendum en tant que pétition pour faire annuler la précédente loi du parlement qui autorisait la création de la fédération Australienne. La délégation comprenait l’Agent Général (en) Sir Hal Colebatch, Matthew Lewis Moss, James MacCallum Smith et Keith Watson. Leur argumentation était la suivante :

« Nos opposants accordent beaucoup d'importance aux mots contenus dans le préambule de la constitution du commonwealth Australien :
Sont convenus de se réunir en un seul Commonwealth fédéral indissoluble sous l’autorité de la Couronne du Royaume-Uni de Grande-Bretagne et d'Irlande et en vertu de la Constitution instituée. 
L'accent est mis sur le mot indissoluble. Nous insistons sur l'importance du reste du paragraphe : Sous l’autorité de la Couronne et en vertu de la constitution. Cela signifierait-il que, si, — suggestion hautement improbable — le toujours fidèle Commonwealth d'Australie décidait de rompre avec la Couronne et d'établir une république, nous serions, en Australie Occidentale, toujours liés par un Commonwealth indissoluble ?
Notre propos consiste à dire que les mots en vertu de la constitution établie ont une importance similaire, et si nous pouvons démontrer — comme nous nous y sommes préparés — que dans nombre de cas essentiels la constitution a été violée à notre détriment, nous sommes en droit d'être relevés de nos obligations. La fédération est un partenariat entre six États auxquels certaines garanties ont été fournies et certaines sauvegardes ont été apportées. Nous pouvons constater que ces garanties ont été violées — et certaines clauses de sauvegarde ont été balayées — et nous demandons donc l'annulation de ce partenariat.
Après tout, que signifie le mot indissoluble ? Rappelons qu'il n’apparaît que dans le préambule et non dans l'acte lui-même. Quel arrangement, en ce monde, peut être considéré comme indissoluble ? Les législateurs de n'importe quel pays, "investis d'une brève autorité" peuvent-ils engager leur peuple non seulement jusqu'à la troisième ou quatrième génération mais pour l'éternité ? Y a-t-il de la justice ou du bon sens à maintenir une entente qui fonctionne mal ? Une partie prenante de cet accord — après lui avoir accordé une période d'essai de 35 ans et ayant prouvé qu'il était une entrave à ses industrie, qu'il détruisait sa prospérité et qu'il était un barrage à son développement — est-elle interdite de demander réparation ? »

La Chambre des communes créa un haut-comité pour examiner la question, mais, après dix-huit mois de lobbying et de négociations, refusa finalement la demande, déclarant ensuite qu'elle ne pouvait légaliser une sécession effective. La délégation retourna chez elle les mains vides.
Du fait de l'échec des négociations et de la reprise économique, la ligue perdit progressivement ses partisans et, en 1938, elle cessa d'exister.